# Bataille de Teutobourg
Conquête augustéenne de la Germanie
La bataille de Teutobourg ou bataille de la forêt de Teutobourg (en allemand : Schlacht im Teutoburger Wald) ou désastre de Varus (en italien : Disfatta di Varo), aussi appelée « massacre de Varus » (en latin : Clades Variana, en allemand Varusschlacht) ou « massacre d'Arminius » (en allemand Hermannsschlacht), est le nom de la bataille qui s'est déroulée en septembre 9 apr. J.-C. dans la forêt de Teutobourg. Cette bataille a opposé trois légions romaines commandées par Varus, gouverneur de Germanie, à une coalition de tribus germaniques ayant bénéficié de la défection d'Arminius (en allemand Herrmann), commandant des troupes auxiliaires de Varus, prince chérusque éduqué à Rome, fait citoyen romain et formé dans l'armée romaine.
Cette bataille se solde par un désastre pour les Romains : la destruction des trois légions engagées dans l'opération.
Malgré plusieurs campagnes au cours des années qui suivent, les Romains, alors dirigés par l'empereur Auguste, renoncent rapidement à leurs projets d'expansion dans les territoires situés à l'est du Rhin et instituent le système du limes.
La victoire des nations germaniques dans la forêt de Teutobourg a donc eu des conséquences importantes sur l'histoire longue des territoires germaniques et de l'Empire romain. Les historiens contemporains considèrent en général la victoire d'Arminius sur Varus comme « la plus grande défaite de Rome », une bataille véritablement décisive,,,, et même, selon l'historien américain Peter S. Wells (en), un « point tournant dans l'histoire mondiale », en ce qu'elle changea durablement la trajectoire historique et économique de l'espace germanique, indépendant du pouvoir romain.

## Sources historiques

### Auteurs de fiabilité diverse
La mention de l'événement se retrouve dans de nombreuses sources antiques, contemporaines et postérieures :
- Ovide, Tristes, rédigée en 10 et 11.
- Marcus Manilius, Les Astronomiques, rédigée au Ier siècle.
- Strabon, Géographie, rédigée vers 18.
- Velleius Paterculus, Histoire romaine[12], rédigée en 30.
- Tacite, Annales, rédigée au début du IIe siècle.
- Suétone, Vie des 12 Césars, rédigée en 121.
- Florus, Epitomé, rédigée au IIe siècle.
- Dion Cassius, Histoire romaine, rédigée au IIIe siècle.

Les sources historiques proviennent exclusivement d'historiens romains de langue latine et de langue grecque, en l'absence de sources germaniques ou tierces. Parmi les historiens romains, la plus détaillée est usuellement considérée comme peu crédible (Dion Cassius), tandis que la plus fiable est malheureusement fragmentaire sur le sujet (Tacite). D'autres auteurs se contentent de simplement citer l'événement (à l'instar d'Ovide, de Manilius, ou de Strabon) et les derniers ne le décrivent pas avec précision (Velleius Paterculus, qui mentionne cependant vouloir traiter le sujet dans un ouvrage à part, Suétone, et Florus). La relecture des auteurs fiables permet aux historiens modernes de conclure assurément à la disparition de trois légions plus qu'à la défaite militaire d'une armée en campagne.
Il semble qu'Auguste ait commis l'erreur de confier à son proche parent Varus une mission d'intégration de la Germanie à l'Empire, alors que le territoire n'était en réalité pas encore pacifié. Il semble également que Varus ait commis l'erreur de débuter l'administration fiscale et judiciaire du territoire, sans réellement mobiliser ses trois légions en terrain hostile. Il est enfin surprenant de mal connaître l'histoire des trois légions avant leur destruction. Cette situation aurait entraîné les historiens romains, craignant d'encourir les foudres du pouvoir, à pratiquer l'auto-censure (mollesse de Varus, traîtrise d'Arminius, terrain défavorable), voire à imaginer des détails exonérant Auguste de ses responsabilités (comme c'est le cas chez Dion Cassius).

### Une source historique remarquable: Velleius Paterculus
Contemporain des faits, chargé du commandement militaire en Germanie, Velleius Paterculus est l'auteur d'une Histoire romaine. Né vers 19 av. J.-C. et mort vers 31 ap. J.-C., Velleius Paterculus est tribun militaire, puis légat dans l'armée de Tibère, en particulier en Germanie, puis préteur. Il est un grand admirateur de la toute récente première dynastie impériale, notamment d'Auguste, et est un fidèle serviteur de son fils adoptif et successeur, Tibère, envers qui il manque tout autant d'impartialité. Velleius Paterculus fournit de précieuses indications sur « la mort de Varus, le massacre de trois légions, de trois corps de cavalerie et de six cohortes ». De façon étonnante, il refuse de donner des détails sur les « circonstances de cet affreux désastre » (se proposant « de les exposer en détail dans un ouvrage plus étendu », mais inconnu des historiens), et il loue les remarquables qualités de l'armée « la plus courageuse » et qui « se distinguait par sa discipline, sa vigueur, et son expérience de la guerre ». Il dénonce avec force « la perfidie de l'ennemi », la traîtrise d'Arminius ainsi que les faibles qualités militaires de Varus : son « imprévoyance », son « apathie », son « manque de discernement » et sa faible combativité. Cette source historique la plus proche des faits est compatible avec les autres sources historiques, sauf avec Dion Cassius. L'analyse de cette source révèle le caractère anormal de l'événement, la difficulté de l'historien à le décrire et donc la probable censure.

### Une source épigraphique: le cénotaphe du centurion Marcus Caelius

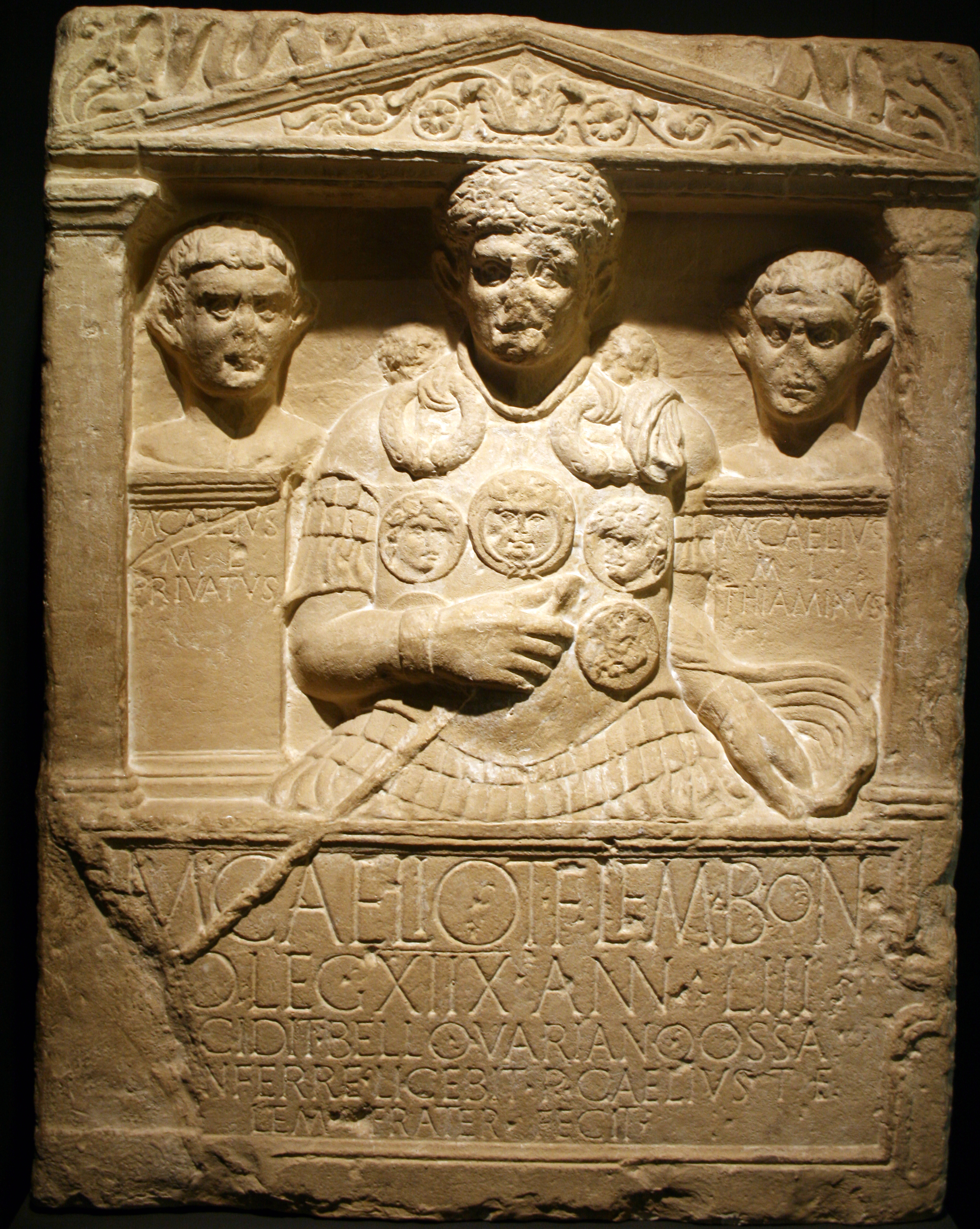
Cénotaphe de Marcus Caelius.

Les mentions non-littéraires de l'événement sont rares. On en retrouve cependant une trace sur une inscription funéraire, rédigée en langue latine, découverte à Xanten. Il s'agit de la stèle funéraire d'un certain Marcus Caelius, centurion de premier rang de la legio XVIII Augusta. Sa pierre tombale, trouvée à Castra Vetera (Xanten), célèbre camp légionnaire romain du limes germanique, indique sa mort à la bataille de Teutobourg. Pendant longtemps, cette pierre tombale fut d'ailleurs la seule trace archéologique de la bataille. Caelius est représenté en uniforme de parade, portant ses insignes honorifiques d'officier : phalères (plaques de métal), armillae (colliers) et couronne civique. De la main, il tient son bâton de commandement (un cep de vigne). Il est entouré du portrait de ses deux affranchis, qui ont vraisemblablement trouvé la mort avec lui pendant la bataille.
L'inscription dit :

« M(arco) Caelio T(iti) f(ilio) Lem(onia tribu) Bon(onia) 

[I] o(rdini) leg(ionis) XIIX ann(orum) LIII

[ce]cidit bello Variano ossa

[lib(ertorum) i]nferre licebit P(ublius) Caelius T(iti) f(ilius)

Lem(onia tribu) frater fecit 

Traduction :

À Marcus Caelius, fils de Titus, de la tribu Lemonia, de Bononia (Bologne), Centurion d'ordre 1, 18e Légion, âgé de 53 ans. Tombé pendant la guerre de Varus. Les corps de nos affranchis pourront reposer ici. Publius Caelius, fils de Titus, de la tribu Lemonia, son frère, a fait (cette tombe). »

La pierre tombale est aujourd'hui exposée au Rheinisches Landesmuseum de Bonn.

## La conquête romaine de la Germanie et son contexte depuis César

### César en Germanie
Les contacts entre monde romain et monde germanique ne sont pas nouveaux à l'époque d'Auguste. Outre le grand commerce avec le monde celtique et les circulations militaires (notamment au iie siècle av. J.-C. dans le sud de la Gaule, mettant parfois aux prises Rome et des peuples germaniques), c'est la présence de Jules César en Gaule qui permet à Rome de faire entrer dans son giron d'influence le glacis que constitue la Germanie.
À deux reprises, en 55 et en 53 av. J.-C., Jules César avait en effet franchi le Rhin. Les troupes romaines s'étaient ainsi aventurées pour la première fois dans ce que César nomme la Germanie et tentèrent d'occuper ces terres boisées. Du même coup, il trace, dans ses commentaires sur la Guerre des Gaules, une frontière linguistique qui ne correspond cependant à aucune réalité ethnique, car des Germains vivent sur la rive gauche du fleuve et des Celtes sur la rive droite. Les incursions césariennes en Germanie restent très ponctuelles, et constituent avant tout des exploits militaires et techniques destinés à mettre en valeur le génie des ingénieurs romains, capables de jeter un pont sur le Rhin en quelques semaines. On ne discerne alors aucune volonté propre de conquête de la Germanie.

### La conquête augustéenne

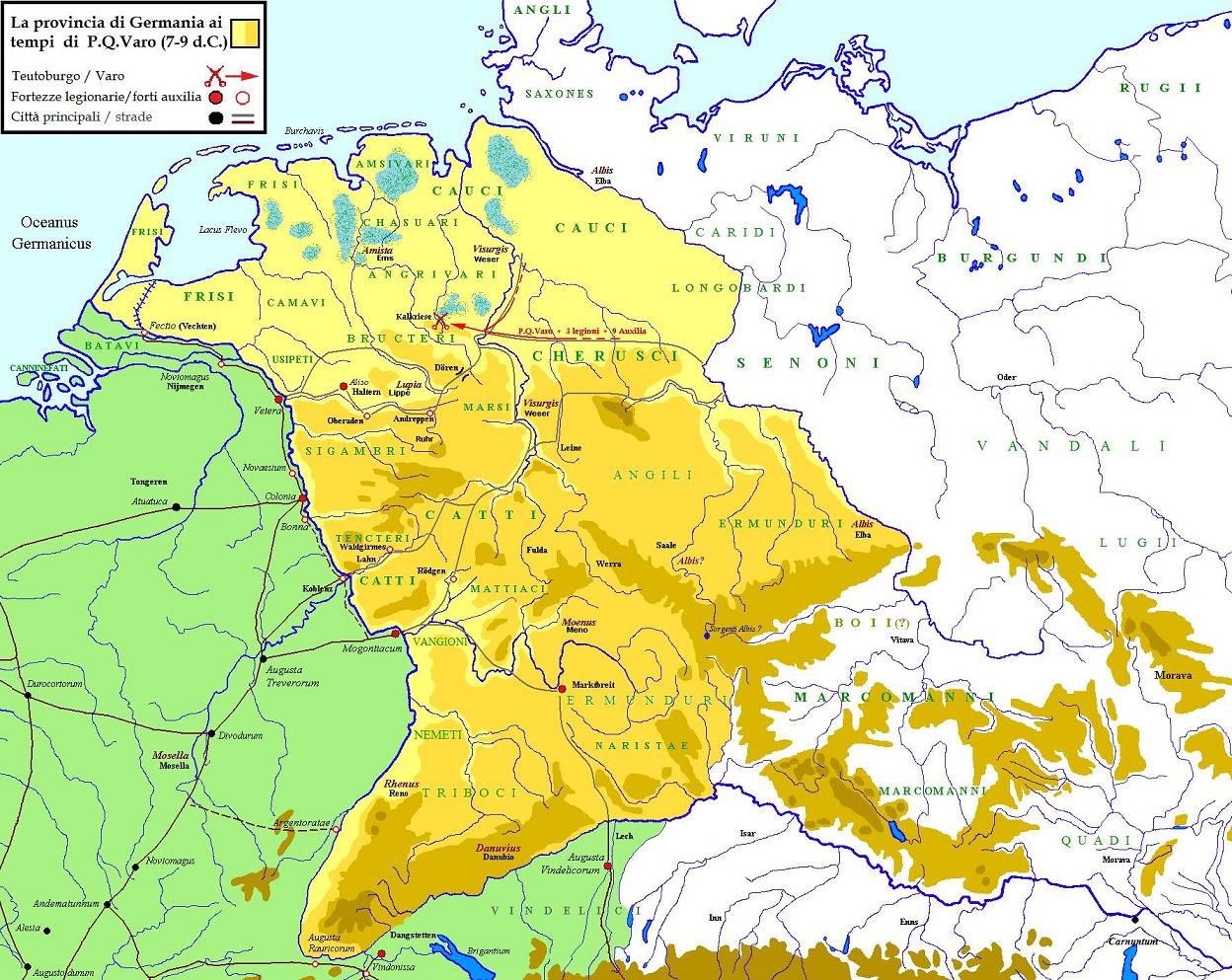
Province de Germania Magna, vers 7-9 apr. J.-C : occupation en jaune d'une zone située entre le Rhin et l'Elbe.

En 19 av. J.-C., le fils adoptif de César, devenu entre-temps Auguste et premier empereur romain, achève la conquête et la pacification de la péninsule Ibérique. Désormais, Auguste entend étendre le pouvoir de Rome sur les deux rives du Rhin. Il commence donc par déporter les Ubiens de la rive droite à la rive gauche, puis mène une politique guerrière offensive. Malgré une lourde défaite à la bataille de Lollius, en 16 av. J.-C., contre les Sicambres et leurs alliés, les légions romaines prennent pied sur la rive droite du Rhin et fortifient la frontière pour éviter les incursions germaniques. En 12 av. J.-C., après un grand tour de la Gaule destiné à réorganiser administrativement la région, Auguste ordonne aux légions romaines, commandées par divers membres de sa famille, dont Drusus, d'attaquer la Germanie indépendante. Cette date marque le début de quatre longues années de campagne.
Légat en Gaule en 13 av. J.-C., Drusus commande à partir de cette date les opérations militaires contre les peuples germains frontaliers du Rhin, qui s'étaient rebellés contre les actions des précédents gouverneurs, et qui avaient poussé jusqu'à l'Ems, la Weser et l'Elbe, construisant un imposant réseau de fortifications défensives. En 12 av. J.-C., il commence la première campagne de Germanie, repoussant d'abord une nouvelle invasion des Usipètes, des Tenctères et des Sicambres, la terminant par une expédition navale sur la terre des Frisons et des Chauques.
En 11 av. J.-C. Drusus, nommé l'année précédente préteur urbain, après être retourné à Rome pour l'hiver, opère plus au sud, battant les peuples limitrophes aux confins de l'Empire, comme les Usipètes et les Sicambres, qui se trouvaient en face de Castra vetera. Il parcourt encore le fleuve Lippe, construit quelques forteresses entre le Rhin et la Weser (y compris la fameuse Aliso), et en battant des peuples germaniques, les Marses et les Chérusques. Ces exploits lui valent de recevoir les honneurs du triomphe (ou bien les ornamenta triumphalia), de célébrer l'ovatio et d'exercer le pouvoir proconsulaire à l'expiration de sa charge de préteur, tandis que ses soldats le saluent du titre d'Imperator.
Après les succès des années précédentes, il reçoit d'Auguste l'Imperium proconsulaire ; et en 10 av. J.-C., il recommence une nouvelle campagne en territoire germanique en opérant encore plus au sud. Depuis la nouvelle forteresse légionnaire de Mogontiacum (aujourd'hui Mayence), il combat les peuples chatte, tenctère et mattiace. À la fin de l'année, il rencontre Auguste et Tibère à Lugdunum (Lyon, où Claude était né) et il revient avec eux à Rome.
En 11 av. J.-C. a lieu la bataille d'Arbalo, selon Pline l'Ancien (Nat XI, XXVIII, 55), Obsequens et Florus (II 30 BG 24), au retour de la deuxième campagne de Drusus vers l'Elbe. Cette embuscade tendue par les Chérusques à proximité de la Weser cause d'importantes pertes romaines.
Drusus est élu consul en 9 av. J.-C., à l'âge de 28 ans (avec cinq ans à l'avance sur le cursus honorum), mais encore une fois il quitte la ville avant d'avoir assumé officiellement ses fonctions. Il combat d'abord contre les Marcomans (qui à la suite de ces événements décident de migrer en Bohême), puis les puissants chattes et quelques populations suèves limitrophes (probablement les Hermundures) et les Chérusques, rejoignant l'Elbe. Mais il meurt peu après des suites d'une chute de cheval, après avoir survécu pendant un mois à ses blessures, et comme nous le rapporte Suétone, refusant d'être ramené à Rome.
Son corps est porté à Rome par son frère Tibère qui était venu à son chevet depuis l'Illyrie, et qui suivit à pied la civière, de Trèves à Rome, refusant de monter à cheval. Les cendres de Drusus sont déposées dans le mausolée d'Auguste, tandis qu'on lui attribue tous les honneurs qui convenaient au fils d'un souverain. Drusus, en effet, est salué comme imperator et le titre de Germanicus lui est attribué à lui et à ses descendants. Il reste populaire et aimé de ses légions gauloises. En son honneur, un monument funéraire est érigé à Moguntiacum.
C'est à son frère Tibère que revient ensuite le commandement de la campagne germanique. Au cours des années 8-7 av. J.-C., Tibère se rend en Germanie, envoyé par Auguste, pour continuer le travail commencé par son frère Drusus et combattre les populations locales. Il traverse donc le Rhin, et les nations germaniques, à l'exception des Sicambres, font, par peur, des propositions de paix qui reçoivent un net refus de la part du général, car il est inutile de conclure une paix sans l'adhésion des dangereux Sicambres. Quand ceux-ci envoient des hommes, Tibère les fait massacrer ou déporter. Pour les résultats obtenus en Germanie, Tibère et Auguste obtiennent encore l'acclamation d’imperator, et Tibère est nommé consul en 7 av. J.-C.. Il peut donc terminer les travaux de consolidation du pouvoir romain dans la région par la construction de plusieurs ouvrages, y compris les camps romains de Oberaden (de) et Haltern, élargissant l'influence romaine jusqu'au fleuve Weser.
En 8 av. J.-C., les troupes romaines atteignent la Weser et l'Elbe. Des camps permanents sont construits au-delà du Rhin. Du Rhin à l'Elbe, la soumission des Germains semble acquise. Un triomphe est célébré à Rome, sur la Germanie, le 1er janvier 7 av. J.-C., marquant également la fin des opérations militaires dans cette zone.

### Un embryon de province pacifiée
Une partie des troupes se trouve toutefois maintenue sur le Rhin, une autre partie étant chargée d'assurer la sécurité de cette nouvelle province. Pour gagner la fidélité politique des  germains, la citoyenneté romaine est accordée à certains membres des élites locales et, pour attacher ces peuples à Rome, on reprend un procédé qui avait bien fonctionné en Gaule : chaque année à Condate, dans un acte politique et religieux, les 60 peuples des Trois Gaules (Gaule lyonnaise, aquitaine et belgique) se rassemblaient, élisaient un grand prêtre qui rendait hommage à la déesse Rome et à l'empereur au nom de tous. Un autel provincial et fédéral est donc édifié au centre de la nouvelle ville fondée sur le territoire des Ubiens, l'oppidum Ubiorum, la future Cologne, une ville de près de 96 hectares circonscrite par des murailles et appelée à devenir la capitale de la nouvelle province. Une administration financière est alors mise en place et, à 120 kilomètres à l'est de Cologne, un gisement de plomb est exploité. Une implantation civile est fondée dans la vallée de la Lahn près de Waldgirmes, à 40 km au nord de l'actuelle Francfort. Rome quadrille le pays très rapidement, afin de le sécuriser et d'y établir des structures qui permettent de le gérer comme une province de l’imperium romanum.
À cet effet, courant 7 ap. J.-C., le sénateur Publius Quintilius Varus est nommé gouverneur de la Germanie. Il la dirige comme une province pacifiée, multiplie à la hâte les réformes, lève les impôts, perçoit les tributs, rend la justice, effectue le recensement, recrute des soldats… Ces tâches qu'il remplit avec rudesse, autoritarisme et maladresse, sont inconvenantes et insupportables pour les aristocrates germains qui considèrent ces pratiques humiliantes.
Parmi les conseillers du gouverneur Varus, se trouve un Germain devenu citoyen romain, Caius Julius Arminius, fils de Ségimerus, prince des Chérusques. Arminius assure au gouverneur romain que ses nouveaux administrés sont heureux de sa nomination et des réformes qu'il mène. Mais, en secret, Arminius, alors âgé de vingt-cinq ans, et certains peuples Germains ont constitué une alliance (Chérusques, Marses, Chattes et Bructères), et décident de tendre une embuscade à un moment propice.

## L'embuscade de Teutobourg

### La bataille

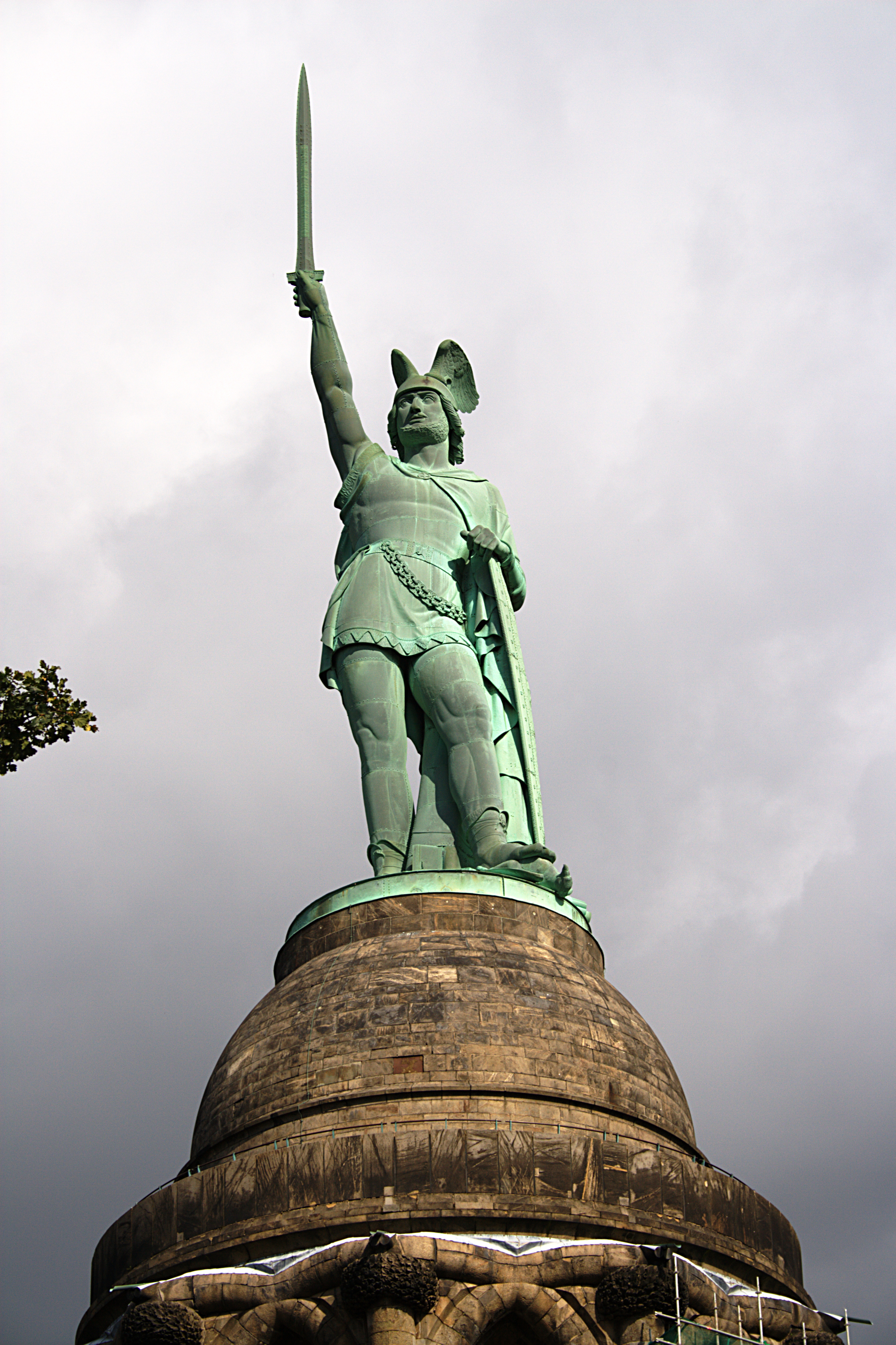
Statue d'Arminius, monument propagandiste du Hermannsdenkmal, achevé en 1875, situé en forêt de Teutberg.

À l'automne de l'an 9 apr. J.-C., le gouverneur Publius Quintilius Varus part inspecter l'est de la province sans aucun incident. Sa mission terminée, il rentre vers sa capitale par une route familière et ne tient pas compte des renseignements qui lui parviennent indiquant qu'une attaque se prépare contre lui. Varus dispose alors d'une forte armée, qui comprend les XVIIe, XVIIIe et XIXe légions ainsi que trois ailes de cavalerie et six cohortes de troupes auxiliaires, soit un total d'environ 20 000 à 25 000 hommes qui sont à ses côtés[pas clair].
Lors du retour, il n'hésite pas à se détourner de son itinéraire pour aider un peuple germanique qui lui demande de l'aide. Son armée se trouve alors relativement étirée, et en désordre dans des contrées qui lui paraissent peu à peu inconnues. Elle y découvre des forêts, marais et broussailles, mais également des colonnes de civils accompagnés de chariots et d'animaux qui ralentissent sa progression. Par ailleurs, le temps d'automne est exécrable, la pluie succède au brouillard et au vent.
L'armée romaine s'engage sur une bande de terre étroite, longue de six kilomètres et de un de large. À droite des marais, à gauche des collines boisées. L'attaque est soudaine, brutale, une embuscade géante où les Germains lancent toutes leurs forces. La violence de l'attaque et la configuration géographique empêchent les Romains de se regrouper, de manœuvrer, de se mettre en position de combat. Les combattants romains pensent que les cohortes d'auxiliaires germains sont parties chercher des renforts. Il n'en est rien : ces auxiliaires ont rejoint les assaillants, germains comme eux.
Le premier jour de la bataille, les pertes sont élevées. Tant bien que mal, un camp est construit. Pour alléger la colonne qui recule, qui fuit, les chariots sont abandonnés, détruits ou brûlés.
Le second jour de l'affrontement, les attaques se poursuivent avec une terrible intensité, si bien qu'au soir, il est impossible aux Romains de construire un campement.
Au troisième jour, les blessés sont nombreux du côté romain. La pluie et la boue alourdissent les vêtements et rendent inutilisables les arcs et les boucliers. Du côté germain, le nombre des assaillants ne cesse d'augmenter. Leur connaissance du terrain et la légèreté de leur armement sont de grands avantages. Les Romains échouent dans leur attaque d'une fortification de terre sur une colline, les Germains faisant s'écrouler le mur de terre sur les assaillants. En fin de journée, l'avantage est largement aux Germains, qui attaquent sans cesse. Pour les Romains c'est l'hallali, quelques-uns parvenant toutefois à percer les lignes ennemies se réfugient dans le camp romain proche d'Aliso. Des légionnaires sont faits prisonniers, certains le resteront pendant 30 ans, les autres soldats romains sont exterminés, et les trois aigles emblématiques des légions sont capturées. Numonius Vala tente de s'enfuir à la tête de la cavalerie mais en vain. Ceionius se rend. Lucius Eggius, préfet du camp romain, meurt à la tête de ses troupes, et Varus se suicide sur son épée.
Tous les camps romains de la rive droite du Rhin sont pris par les Germains, à l'exception de celui d’Aliso commandé par Lucius Caedicius qui résiste jusqu'à une sortie des survivants vers Castra Vetera (Xanten) sur le Rhin.
La tête de Varus est envoyée aux Marcomans par les Chérusques, pour les entraîner dans le soulèvement. Ceux-ci refusent et envoient la tête de Varus à Rome où elle est inhumée.
Cette défaite traumatise l’empereur. Suétone écrit : « À ce qu’on raconte enfin, Auguste fut tellement abattu par ce désastre que, plusieurs mois de suite, il ne se coupa plus la barbe ni les cheveux, et qu'il lui arrivait de se frapper de temps en temps la tête contre la porte, avec ce cri : « Quintilius Varus, rends-moi mes légions ! » ». C'est le coup d'arrêt à l'expansion romaine en Grande Germanie (Germania Magna) durant son règne ; plusieurs siècles plus tard, l'armée romaine n'avait toujours pas reconstitué les légions XVII, XVIII et XIX.
La non-reconstitution définitive des trois légions perdues par Varus, Legio XVII, Legio XVIII et Legio XIX, décision unique dans l'histoire militaire romaine, confirme le caractère anormal de la situation.

### Les pertes
Dans ce que Tacite nomme le Saltus Teutoburgiensis, la forêt de Teutobourg, trois légions furent massacrées ; la XVIIe, la XVIIIe et la XIXe, ainsi que trois unités de cavalerie, six cohortes d'auxiliaires et des civils. Au total, plus de 20 000 tués ; deux aigles, emblèmes en or des légions, sont capturées, la troisième est brisée par son aquilifer qui réussit à la cacher.

### Les représailles romaines
De 10 à 14 apr. J.-C., Auguste fait renforcer la frontière du Rhin, les limes, par Tibère puis par Germanicus.
De 14 à 16 apr. J.-C., Tibère, devenu empereur, ordonne des représailles et confie à Germanicus huit légions soutenues par une flotte de mille navires. En 14, selon Tacite, à la suite des mutineries des légions du Rhin au retour d'un raid de représailles contre les Marses, Germanicus et ses quatre légions sont attaqués dans la vallée de la Lippe par une coalition de Bructères et d'Usipètes qui est repoussée.
En 15 ap. J.-C., bataille de Pontes Longi. Selon Tacite, au retour de la campagne de Germanicus contre les Bructères et les Chérusques (libération de Segeste, capture de Thusnelda, visite de Teutoburg), les quatre légions (I Germanica, V Alaudae, XX Valeria Victrix, et XXI Rapax) du général Caecina sont attaquées par les Chérusques d'Arminius, qui sont mis en fuite mais infligent des pertes aux Romains. Selon Tacite, ce Pons Longus (pluriel Pontes Longi, chaussée de madriers confectionnée pour traverser les marécages) avait été construit par Ahenobarbus en l'an 2 av. J.-C. au sein du pays des Chérusques.
Germanicus visite le site de la bataille de Teutobourg, et récupère deux des trois aigles emblématiques chez les Bructères et les Marses. En 16, il bat Arminius à Idistaviso, sur la Weser, et capture son épouse Thusnelda. Une seconde bataille a lieu au mur angrivarien (de), à proximité d’une fortification et d’un fleuve séparant les Angrivariens (ou Ampsivariens) des Chérusques. Les Germains essuient de lourdes pertes. Mais pour les Romains, le retour est difficile par la voie fluviale et par la mer du Nord.
En 37 ap. J.-C., Lucius Pomponius bat les Chattes et délivre des légionnaires prisonniers depuis la bataille. Enfin, en 41 ap. J.-C., la troisième aigle emblématique est récupérée par Publius Gabinius chez les Chauques.

### Bilan
Six ans plus tard, en l'an 15, les Romains revenus sur les lieux du massacre découvrent un spectacle effroyable. Tacite décrit la scène :

« Au milieu de la plaine, des ossements blanchis, épars ou amoncelés selon qu'on avait fui ou tenu ferme gisaient à côté d'armes ; des membres de chevaux ; à des troncs d'arbres étaient clouées des têtes. Dans les bois voisins, s'élevaient des autels barbares, près desquels avaient été immolés le tribun et les centurions du premier rang. »

— Tacite
Jamais Rome n'avait connu un pareil carnage, depuis la bataille de Carrhes (53 av. J.-C.).
Auguste proclama toutefois sur son testament : « J'ai pacifié la Germanie ». Toutefois, la ville de Waldgirmes est démantelée, l'exploitation du gisement de plomb arrêtée et le rêve d'une grande Germanie abandonné.
Arminius quant à lui, fédéra les peuples germains et constitua un royaume. Mais il fut trahi par les siens, et la Germanie retourna à ses divisions et ses combats fratricides.

## Localisations possibles

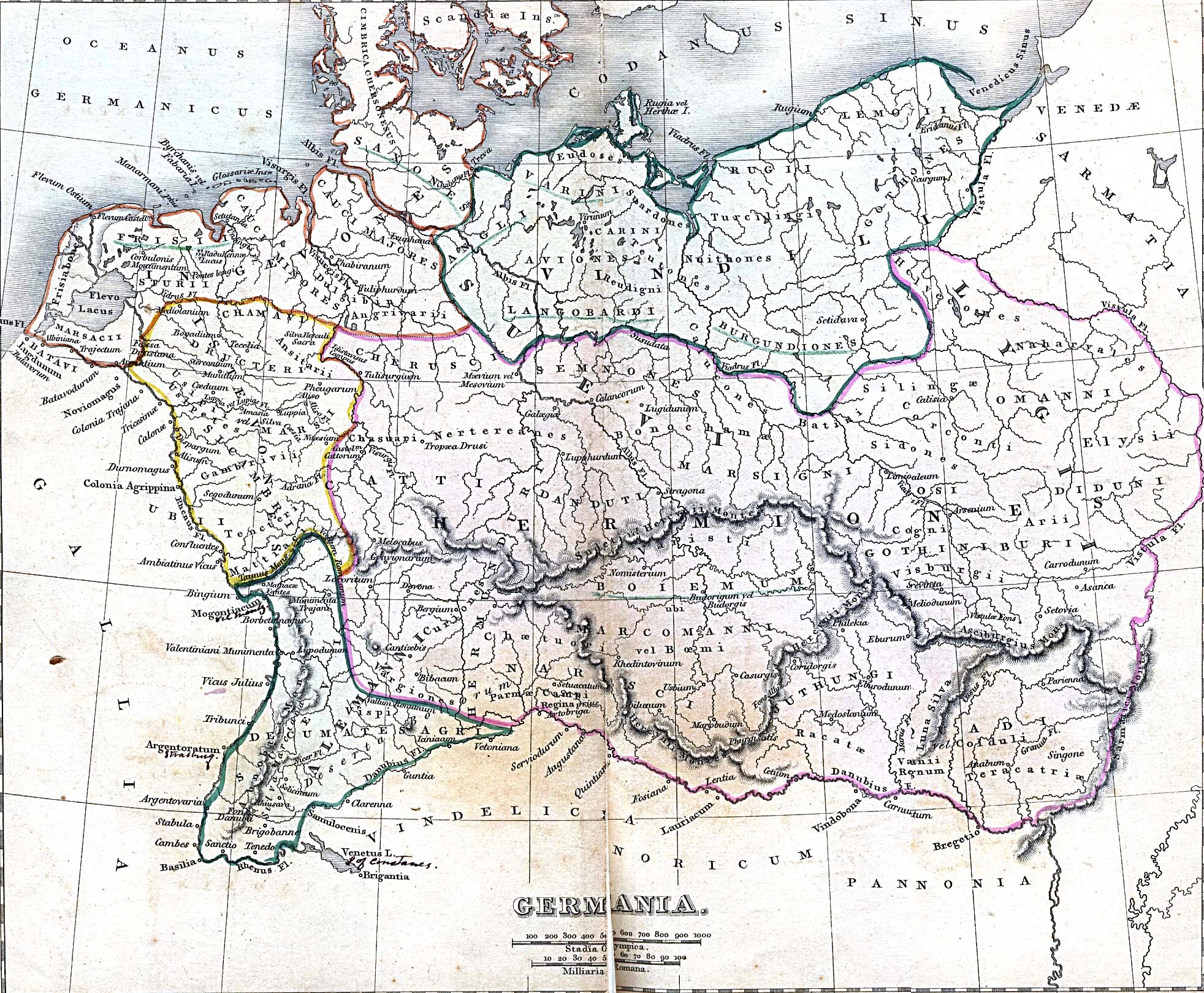
Carte de la Germanie antique, telle qu'imaginée en 1849.

La localisation de la bataille de Teutobourg est rendue possible par la citation de Tacite : « ductum inde agmen ad ultimos Bructerorum, quantumque Amisiam et Lupiam amnis inter vastatum, haud procul Teutoburgiensi saltu in quo reliquae Vari legionumque insepultae dicebantur » (« ensuite l'armée s'avança jusqu'aux dernières limites des Bructères, et tout fut ravagé entre l'Ems et la Lippe, non loin de la forêt de Teutobourg où, disait-on, gisaient sans sépulture les restes de Varus et de ses légions »).
La traduction, controversée sur les noms des rivières et sur le mot saltus, aboutit à plusieurs centaines de thèses de localisation.
Il est aujourd'hui admis que la forêt de Teutobourg n’est pas le véritable site de la bataille[Par qui ?]. Les doutes existaient depuis longtemps, mais la découverte par Tony Clunn, un officier britannique passionné par l’Antiquité, de pièces romaines à Kalkriese (près Bramsche) en 1987 a conduit à d’importantes fouilles ultérieures, révélant qu’une bataille à laquelle avaient participé des Romains y avait bien eu lieu, et qu’il était probable que ce fût celle où Varus fut défait. Depuis, un musée a été ouvert à Kalkriese.
Sur les plus de 700 localisations proposées, les principales sont les suivantes :

### La thèse de la localisation à Detmold dans l'Osning
Cette thèse a pour origine la redécouverte des écrits de Tacite en 1505. Au XVIe siècle, dans le cadre du pangermanisme et de la création du mythe du héros Arminius, renommé Hermann, le site de la bataille est officiellement localisé dans la région de l'Osning, à proximité de Detmold. Depuis 1669, l'Osning fut rebaptisé forêt de Teutoburg. Un mémorial Hermannsdenkmal controversé est érigé en 1875 (photo ci-dessus). C'est quasiment le pendant allemand du Monument à Vercingétorix (1865) érigé sur le site du siège d'Alésia.

### La thèse de la localisation à Hildesheim
Cette thèse est étayée par le butin romain trouvé à proximité de Hildesheim en 1868. Jürgen Regel et Marianne Zocher défendent l'hypothèse que Drusus aurait franchi la Weser très tôt, avant d'atteindre l'Elbe. Cette thèse situe Arbalo, Teutoburg, Aliso et Idistaviso à proximité de Hildesheim.

### La thèse de la localisation à Paderborn
La récente théorie (2006) de Peter Oppitz, situe la défaite de Varus à l'intérieur d'un camp d'été ; ce camp d'été serait situé au centre-ville de Paderborn, lieu des sources de la rivière Pader, affluent de la Lippe ; la défaite de Varus serait intervenue en deux temps : d'abord, une attaque surprise des Chérusques d'Arminius, en période de paix, à l'issue d'un repas et d'une assemblée, réunissant l'état-major des trois légions et les Germains dans le camp d'été ; ensuite, les défaites successives des cohortes réparties dans les camps militaires le long de la rivière Lippe, occupées à des travaux quotidiens, non mobilisées et privées d'encadrement. La théorie de Paderborn est issue de la relecture critique de Florus, de Velleius Paterculus et de Tacite, ainsi que de l'abandon de Dion Cassius. Cette théorie de légions démobilisées explique enfin comment la redoutable force de trois légions a pu être totalement défaite. Par ailleurs, cette théorie situe le camp mythique d'Aliso à proximité immédiate de Paderborn, sur l'importante route militaire ouverte par Drusus, de Xanten à la Weser puis à l'Elbe.

### La thèse de la localisation à Kalkriese

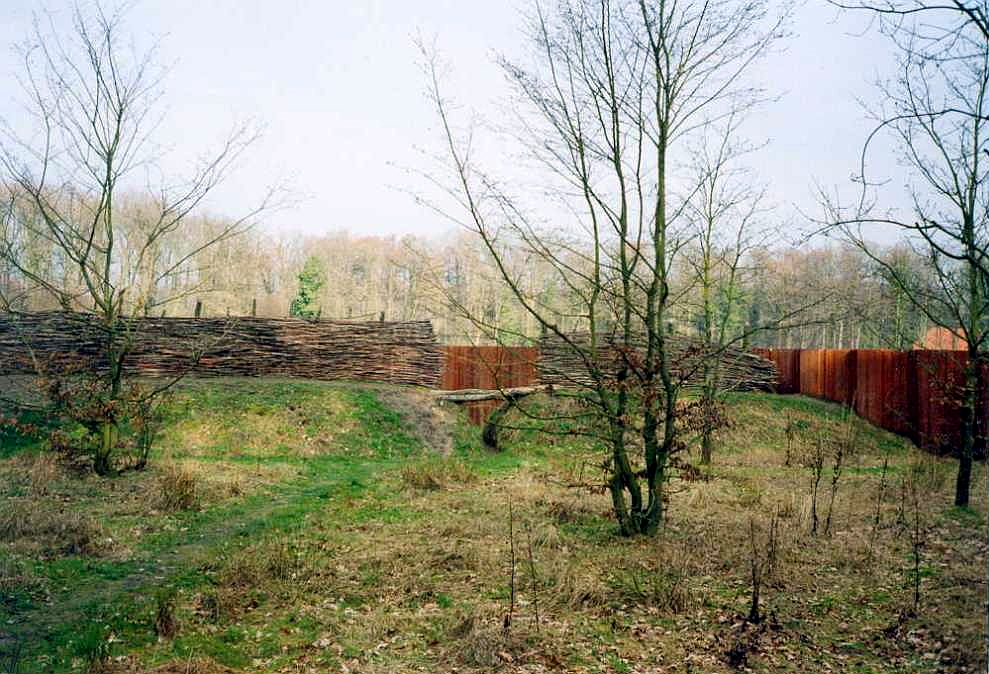
Reconstitution du site hypothétique de la bataille à Kalkriese.

Depuis 1885, l'historien allemand Theodor Mommsen situe la bataille de Teutobourg au Kalkrieser Berg, une colline au sud-est de Bramsche et nord du Wiehengebirge. Le site de fouille archéologique de Kalkriese (de), situé à 16 km au nord d'Osnabrück, en Basse-Saxe, a révélé depuis le XVIIIe siècle des monnaies romaines datées de l'époque d'Auguste (collection Familie von Bar). À partir de 1987, l'archéologue amateur Tony Clunn utilise un détecteur de métaux et découvre d'autres monnaies et trois plombs de fronde attribués à des troupes auxiliaires romaines. Dans cette zone de 300 hectares, située entre un marais asséché et la colline de Kalkriese, des fouilles systématiques ont exhumé plus de 6 000 objets parmi lesquels : des pièces de monnaie portant les lettres VAR, abréviation du nom de Varus, un masque de casque cérémonial d'officier romain de cavalerie (en 1990) et un fourreau d'épée identifié en 2007 comme appartenant à la LPA - Legio Prima Augusta (Legio I Germanica)[réf. nécessaire] (en 1992). À une distance de 10 km du site des fouilles, ont été découverts les restes d'une chaussée en bois (pontes longi) datée de 15 ap. J.-C. par dendrochronologie[réf. nécessaire]. À la suite de ces découvertes, une majorité d'historiens et d'archéologues considèrent que la Kalkriese est bien le lieu de la défaite de Varus.
Ainsi dans son ouvrage Renseignement et espionnage dans la Rome antique (2009), Rose Mary Sheldon situe la bataille dans la passe de Kalkriese. On citera ce passage : « Les pièces de monnaie, en revanche, apportent un témoignage définitif sur la date et sur l'identité des victimes de la passe. Sur les cinq cent cinquante pièces de bronze (as) trouvées depuis 1987, 93 % sont de la série Lugdunum I, frappée entre 8 av. J.-C. et 3 apr. J.-C.. C'est le type de pièce qui était utilisé pour payer les troupes romaines. Sur ces pièces de la série Lugdunum I, 93 % sont contremarquées « AVG » (Augustus), « IMP » (Imperator), « C-VAL » (C. Numonius Vala) ou « VAR » (Varus) ».
Toutefois, une minorité de chercheurs refusent de voir dans le site de la Kalkriese le lieu de la défaite de Varus.
Selon Reinhard Wolters,, plusieurs éléments récents pourraient désigner Kalkriese comme le site définitif de la bataille de Pontes Longi, de préférence à celui de la bataille de Teutoburg : découverte des restes d'une chaussée en bois, participation attestée par Tacite de la Legio I Germanica commandée par Caecina à la bataille de Pontes Longi en 15 ap. J.-C., présence attestée par Tacite d'auxiliaires frondeurs au sein de l'armée de Germanicus, et analyse fine de l'origine des monnaies par légion. L'économiste Siegfried Schoppe, de l'université de Hambourg, et ses fils, contestent radicalement le site de la localisation de la défaite de Varus à Kalkriese.
En janvier 2021, l'armure d'un légionnaire ayant participé à la bataille de Teutobourg est retrouvée à Kalkriese par des archéologues grâce à un détecteur de métaux, dans un excellent état de conservation. Il s'agit de la plus ancienne armure romaine jamais découverte dans l'Histoire.

## Protagonistes de la bataille de Teutoburg

### Les peuples germains
- Chauques : implantés dans la basse vallée de la Weser
- Chérusques : implantés dans la moyenne vallée de la Weser
- Chattes : implantés dans la haute vallée de la Weser
- Angrivariens : implantés entre la Weser et l'Ems
- Bructères : implantés entre l'Ems et la Lippe
- Marses : implantés entre la Lippe et la Ruhr (homonymes des Marses d'Italie)
- Usipètes : implantés sur la rive droite du Rhin, au nord de la Lippe
- Sicambres : implantés sur la rive droite du Rhin, entre la Ruhr et la Sieg
- Tenctères : implantés sur la rive droite du Rhin, entre la Sieg et la Lahn

La plupart de ces peuples germains se regrouperont aux IIe et IIIe siècles, et formeront la confédération des Francs de la rive droite du Rhin (ou Francs Ripuaires). Ultérieurement, ils s'allieront aux Francs de la rive gauche du Rhin (ou Francs saliens), et formeront la souche des deux dynasties des Mérovingiens puis des Carolingiens.

### Les principaux acteurs
- Publius Quinctilius Varus (v. 46 av. J.-C. - 9 ap. J.-C.) : gouverneur romain en Gaule et en Germanie, il commande les trois légions détruites à la bataille de Teutobourg où il se suicide.
- Caius Julius Arminius (16 av. J.-C. - 21 ap. J.-C.) : prince chérusque, chef de troupes auxiliaires romaines, il trahit Varus, organise une embuscade et remporte la Bataille de Teutobourg.
- Auguste (63 av. J.-C. - 14 ap. J.-C.) : empereur romain, il décide la conquête de la Germanie jusqu'à l'Elbe, nomme Varus en Germanie, puis abandonne la conquête de la Germanie.
- Segeste : prince chérusque, allié des Romains à qui il reste fidèle.
- Tibère (42 av. J.-C. - 37 ap. J.-C.) : général romain victorieux en Germanie puis Empereur romain, il ordonne les représailles après la bataille de Teutobourg, puis il décide de cesser les opérations militaires en Germanie (à la suite de lourdes pertes).
- Nero Claudius Drusus (38 av. J.-C. - 9 av. J.-C.) : général romain victorieux en Germanie, frère de Tibère, il débute la conquête de la Germanie où il meurt accidentellement.
- Germanicus (15 av J.-C. - 19 ap. J.-C.) : général romain en Germanie, fils de Drusus, il effectue les raids de représailles en Germanie.
- Caecina : général romain en Germanie pendant 40 années.
- Thusnelda : princesse chérusque, fille de Segeste, épouse d'Arminius, capturée par Germanicus.
- Gnaeus Domitius Ahenobarbus (17 av. J.-C. - 40 ap. J.-C.) : général romain en Germanie.

## D'autres légions romaines défaites par les Germains

### Pendant les campagnes de César
L'affrontement de Teutobourg n'est pas le premier mettant aux prises l'armée romaine avec les forces de peuples germaniques. Quelques décennies auparavant, dans le cadre de la Guerre des Gaules, la XIVe légion, placée sous les ordres de César, avait été détruite en 54 av. J.-C. lors de la bataille d'Aduatuca, à proximité de Tongres (dans l'actuelle Belgique), par l'armée des Éburons commandée par Ambiorix. Cette humiliation romaine avait été suivie de très lourdes représailles dirigées par César à l'encontre des Éburons, Ambiorix se réfugiant chez les Germains. La Légion XIV, créée en 57 av. J.-C., fut immédiatement reconstituée, et est par la suite présente à Alésia en 52 av. J.-C. ; on en trouve la trace sur le limes danubien jusqu'en 430.

### Sous Auguste
Dans le cadre de l'organisation de la conquête de la Gaule par Auguste, la Legio V Alaudae (Alouette) avait perdu son aigle en 16 av. J.-C. à la bataille dite clades Lolliana, à proximité de Tongres ou de Maastricht, alors qu'elle affrontait une coalition de Germains : Sicambres, Tenctères et Usipètes. Venus de la rive droite du Rhin, les Germains s'étaient heurtés au gouverneur romain Marcus Lollius, qu'ils défont avant de s'emparer (provisoirement) de l'aigle, insigne sacré de la légion romaine. Cette humiliante défaite déclenche la visite d'Auguste en Gaule, en 16 av. J.-C., pour une durée de trois ans, consacrée à la réorganisation administrative de la Gaule en trois provinces distinctes, et à la mise en place du projet de conquête de la Germanie jusqu'à l'Elbe.
La Légion V, créée en 52 av. J.-C., continue d'exister au moins jusqu'à la révolte des Bataves en 70 ap. J.-C.

### Sous les Julio-Claudiens
La révolte des Bataves débute en septembre 69 ap. J.-C. par le siège de Castra Vetera (Xanten) défendu par la Legio V Alaudae et par la Legio XV Primigenia. À la suite du suicide de Néron et de la guerre civile (Année des quatre empereurs), les cohortes d'auxiliaires germains Bataves se rebellent, commandées par Civilis, leur prince héréditaire, par ailleurs officier romain. Après la reddition de Castra Vetera en 70 ap. J.-C., les deux légions sont anéanties par les Bataves. Une armée de huit légions finit par venir à bout de la rébellion et détruisit la ville de Noviomagus (Nimègue). Par ailleurs, suspectées d'infidélité, la Legio I Germanica est par la suite démantelée et la Legio XVI Gallica est remaniée.

## Représentations modernes

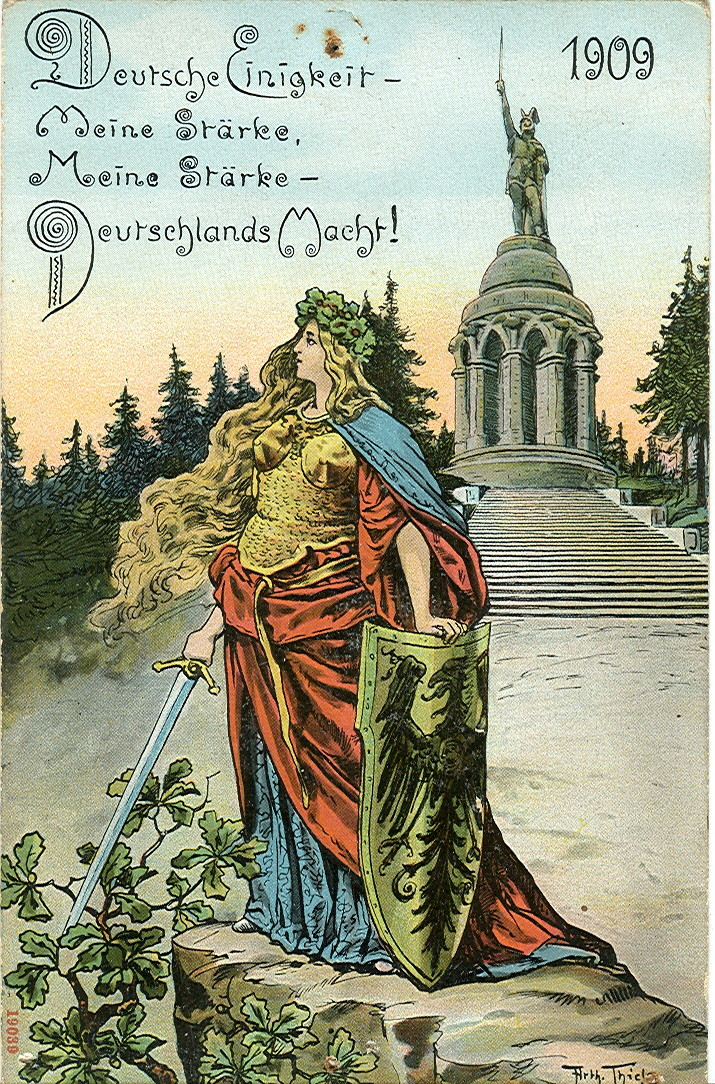
« Germania » devant le monument à Arminius (carte postale, 1909).

### Audiovisuel
La bataille de la forêt de Teutobourg a été représentée au cinéma :
- Une première fois dans les années 1922-1923, comme film muet, sous le titre Die Hermannschlacht (de)[39]. La réalisation de Leo König — il s'agirait là de son unique film — fut tournée non loin du monument d'Arminius. Cette version, que la critique a considérée comme une œuvre nationaliste, fut projetée au théâtre régional de Lippe, à Detmold, le 27 février 1924. Elle a longtemps passé pour disparue, et c'est seulement après la dislocation de l'Union soviétique qu'on l'a redécouverte dans une filmothèque de Moscou.
- Une deuxième adaptation cinématographique, intitulée Le Massacre de la Forêt-Noire (Hermann der Cherusker - Die Schlacht im Teutoburger Wald)[40], est une coproduction italo-germano-yougoslave réalisée à Zagreb en marge d'autres péplums, sous la direction de Freddy Baldwin (pseudonyme de Ferdinando Baldi). Bien que réalisée en 1967, avec Hans von Borsody dans le rôle d'Arminius (Hermann), il faut attendre le 3 février 1977 pour qu'elle soit présentée pour la première fois dans les salles en Allemagne.
- Une troisième version cinématographique, Die Hermannsschlacht, est produite en 1993-1994. Les producteurs et auteurs sont Christian Deckert, Hartmut Kiesel, Christoph Köster, Stefan Mischer et Cornelius Völker. La bataille est tournée dans la forêt de Teutobourg et en Rhénanie. À côté des acteurs principaux et de centaines de figurants, les artistes Markus Lüpertz, Tony Cragg et Alfonso Hüppi, ainsi que l'historien de l'art Werner Spies jouent dans ce film comme acteurs. La première eut lieu en mai 1995 à Düsseldorf et est sortie sur DVD en 2005, dans une édition accompagnée d'une notice sur le tournage et commentée par Werner Broer, spécialiste de philologie classique, et l'archéologue Martin Schmidt.

En 2020, Netflix sort la série Barbares relatant l'histoire du désastre de Varus.

### Bande dessinée
- Les Aigles de Rome d'Enrico Marini (Editions Dargaud), 5 tomes en 2016. La bataille se situe durant le tome 5.

### Littérature
- Hermann und Thusnelda, poème de Klopstock (1752)
- La Bataille d'Arminius, pièce de théâtre de Heinrich von Kleist (écrite en 1808).

### Musique
- Arminio, Chi la Dura la Vince, opéra de Biber (1692)
- Arminio, opéra de Haendel (1736)
- Arminius, oratorio de Bruch (1875)
- En 2019, le groupe de métal allemand Rammstein évoque de nombreuses références historiques dans le clip vidéo du morceau Deutschland réalisé par SpecterBerlin, dont la fameuse bataille de Teutobourg.

### Peinture et estampe
- Clades Variana - Monumenta Paderbornensia (1672), gravure de Romeyn de Hooghe d'après Johann Georg Rudolphi.
- Der Triumph Hermanns nach seinem Sieg über Varus (1758), huile sur toile de Johann Heinrich Tischbein, château-musée de Bad Pyrmont.
- Die Hermannsschlacht (mars 1813), dessin de Frédéric-Guillaume IV de Prusse[42].
- Schlachtszene [titre attribué] (1836-1838), lithographie de Martin Disteli, Bibliothèque centrale de Soleure.
- Schlacht des Arminius (vers 1840), huile sur toile de Ludwig Lindenschmit père, Staatliche Kunsthalle Karlsruhe.
- Hermannsschlacht (1864), huile sur toile monumentale de Friedrich Gunkel, détruite durant la Seconde Guerre mondiale.
- Der siegreich vordringende Hermann (1873), fresque murale de Peter Janssen, hôtel de ville de Krefeld.
- Rückkehr Hermanns des Cheruskers aus der Schlacht am Teutoburger Wald, huile sur toile de Paul Thumann exposée en 1883 au Glaspalast de Munich (non localisée).
- Furor Teutonicus (1899), huile sur toile monumentale de Paja Jovanović, musée national des Beaux-Arts, Santiago du Chili [toile disparue].
- Varusschlacht (1909), huile sur toile d'Otto Albert Koch, Lippisches Landesmuseum, Detmold.
- Wege Der Weltweisheit: Die Hermannsschlacht (1978), œuvre mixte d'Anselm Kiefer, galerie d'art de Nouvelle-Galles du Sud, Sydney[43].

## Chronologie
- 58 -51 av. J.-C. : conquête de la Gaule jusqu'au Rhin par César
- 55 av. J.-C. : intervention de César contre les Usipètes et les Tenctères, premier franchissement du Rhin contre les Suèves
- 54 av. J.-C. : destruction de la Legio XIV Gemina par les Eburons d'Ambiorix
- 53 av. J.-C. : représailles de César contre les Eburons, deuxième franchissement du Rhin
- 38 av. J.-C. : Agrippa gouverneur de la Gaule (1), transfert des Ubiens sur la rive gauche du Rhin à Cologne
- 27 av. J.-C. : Octave empereur sous le nom d'Auguste
- 20 av. J.-C. : Agrippa gouverneur de la Gaule (2), construction de routes militaires et en particulier de la route militaire Lyon-Metz-Trèves-Cologne
- 16 av. J.-C. : clades Lolliana, destruction de la Legio V Alaudae par les Sicambres et leurs alliés
- 16-13 av. J.-C. : Auguste sur le Rhin, réorganisation des Trois Gaules (capitale Lyon), décision de fortification de la rive gauche du Rhin et de conquête de la Germanie jusqu'à l'Elbe
- 12-9 av. J.-C. : 4 campagnes de Drusus jusqu'à l'Elbe par la mer du Nord, par la Lippe et par le Main
- 9 av. J.-C. : mort accidentelle de Drusus sur la Weser, remplacé par Tibère
- 9 av. J.-C. : création de la Germania Magna (capitale Cologne), campagnes de pacification, déportation de 40 000 Sicambres à l'ouest du Rhin
- 6-2 av. J.-C. : campagnes de Ahenobarbus jusqu'à l'Elbe, création de la chaussée Pontes Longi
- 1-4 ap. J.-C. : soulèvement des Chattes et des Bructères (immense bellum) réprimé par Tibère qui atteint l'Elbe
- 4-5 ap. J.-C. : hivernage de Tibère en Germanie, Arminius et son frère Flavus otages Chérusques des Romains
- 6-9 ap. J.-C. : soulèvement en Pannonie qui annule le projet majeur de guerre contre les Marcomans
- 7 ap. J.-C. : Varus succède à Caius Sentius Saturninus comme Gouverneur de la Germanie, avec pour mission le maintien de la paix et la mise en place de l'administration fiscale et judiciaire
- 9 ap. J.-C. : destruction des légions XVII, XVIII et XIX par Arminius à la Bataille de Teutoburg, perte des camps militaires à l'est du Rhin à l'exception d'Aliso.
- 10-13 ap. J.-C. : commandement militaire de Tibère en Germanie et interventions dans la vallée de la Lippe, remplacé par Germanicus
- 14 ap. J.-C. : mort d'Auguste, Tibère devient empereur, mutinerie des légions de Germanie
- 14-16 ap. J.-C. : trois raids de représailles par Germanicus jusqu'à la Weser : bataille de Pontes Longi, capture de l'épouse d'Arminius, visite de Teutoburg, victoire d'Idistaviso sur Arminius, récupération de l'Aigle de la Legio XIX chez les Bructères et de l'Aigle de la Legio ? chez les Marses
- 17 ap. J.-C. : cessation des offensives militaires à l'est du Rhin par Tibère, guerres civiles entre Germains
- 21 ap. J.-C. : assassinat d'Arminius par des Germains
- 37 ap. J.-C. : Caligula empereur, raid contre les Chattes en 39 et libération de légionnaires prisonniers
- 41 ap. J.-C. : récupération de l'Aigle de la Legio ? chez les Chauques
- 69-70 ap. J.-C. : révolte des Bataves commandés par Civilis